# Vittorio Bolaffio
Vittorio Bolaffio (Gorizia, 3 giugno 1883 – Trieste, 26 dicembre 1931) è stato un pittore italiano.

## Biografia
Bolaffio nacque a Gorizia da Amodeo (o Amadio) e Pia Gentilomo. Il padre era proprietario di terreni agricoli, e commerciava in vini; la famiglia era di origine ebraica, di condizione economica agiata. Cresciuto principalmente a Palmanova, Bolaffio si formò inizialmente a Trieste studiando sotto Giovanni Cossar e Italico Brass: furono i suoi insegnanti a consigliarli di proseguire la sua istruzione a Firenze e a rivolgersi a Giovanni Fattori. Tra il 1900 e il 1902 frequentò lo studio dell'artista, e a un corso tenuto proprio da Fattori Bolaffio conobbe Amedeo Modigliani. Nel 1907 Bolaffio entrò a far parte del Circolo artistico triestino, e nel 1909 aprì uno studio proprio a Trieste. Nel 1910 si recò in Francia, a Parigi, dove risiedeva anche Modigliani: quest'ultimo lo fece entrare in contatto con l'ambiente dell'arte parigina, specialmente dell'avanguardia, e Bolaffio conobbe e fu ispirato da Matisse, Cézanne, e Gauguin.
Dopo aver trascorso un periodo a Trieste una volta rientrato da Parigi, nel 1912 Bolaffio decise di imbarcarsi come fuochista sulle navi del Lloyd Triestino e compì numerosi viaggi, raggiungendo l'Asia. Nel 1913 era tornato in Italia ed ebbe modo di esporre a Napoli delle tele ispirate ai suoi viaggi in Oriente. Bolaffio venne poi chiamato alle armi allo scoppio della prima guerra mondiale, e prese parte all'intero conflitto, rimanendone profondamente impressionato. Nel 1919, a guerra finita, tornò a vivere a Trieste. Di questo periodo numerosi ritratti di personaggi illustri tra cui Umberto Saba, Dario De Tuoni e Ruggero Rovan. Nel 1926 morì il padre e Bolaffio si isolò dalla vita pubblica. Il 15 dicembre del 1931 donò al Museo Revoltella l'opera Trittico del Porto, un polittico che aveva richiesto prolungato lavoro e sforzo al pittore. Malato di tubercolosi, morì a Trieste il 26 dicembre 1931.

## Stile
Formatosi artisticamente a Trieste, Bolaffio fu ispirato dapprima da Giovanni Fattori durante il periodo trascorso a Firenze, e successivamente da Amedeo Modigliani: a Parigi fu influenzato dal movimento postimpressionista e dall'opera di Cézanne, Gauguin, Matisse, Seurat, Van Gogh. I viaggi in India, Cina e Giappone furono protagonisti di ritratti di persone incontrate in quei luoghi, e di rappresentazioni di scene di quotidianità. Durante la Prima guerra mondiale Bolaffio raffigurò scene belliche in alcuni disegni. Negli anni '20 si dedicò a ritratti di stampo psicologico, avendo spesso come modelli dei personaggi illustri da lui incontrati personalmente; nell'ultimo periodo si dedicò a tele di grandi dimensioni, specialmente ambientate nella città di Trieste e raffiguranti scene portuali. Iniziò, ma non riuscì a completare, un polittico che aveva intenzione di comporre di 24 opere dal titolo Il porto di Trieste.